# Bergerocactus emoryi
Bergerocactus emoryi (Engelm.) Britton & Rose, 1909 è una pianta succulenta della famiglia delle Cactacee. È l'unica specie nota del genere Bergerocactus.

## Distribuzione e habitat
La specie è diffusa in California e Baja California.